# Winong (Kemiri)
Winong is een bestuurslaag in het regentschap Purworejo van de provincie Midden-Java, Indonesië. Winong telt 2256 inwoners (volkstelling 2010).